# جيف غريس
جيف غريس (بالإنجليزية: Jeff Grace)‏ هو مخرج أمريكي، ولد في 1950.

## وصلات خارجية
- جيف غريس على موقع IMDb (الإنجليزية)
- جيف غريس على موقع ألو سيني (الفرنسية)
- جيف غريس على موقع ميوزك برينز (الإنجليزية)
- جيف غريس على موقع أول موفي (الإنجليزية)
- جيف غريس على موقع ديسكوغز (الإنجليزية)
- جيف غريس على موقع قاعدة بيانات الفيلم (الإنجليزية)
- جيف غريس على موقع كينوبويسك (الروسية)